# Boystyle
Le Boystyle (reso graficamente come BOYSTYLE) sono state un gruppo musicale J-pop femminile fondato nel 2002, costituito da quattro idol giapponesi. Sono principalmente celebri per aver interpretato il brano Kokoro no Chizu , quinta sigla di apertura del popolare anime One Piece. Nel 2005, uno dei membri delle Boystyle, Yukina Kawata, lasciò il gruppo per perseguire una carriera da solista. Il gruppo teoricamente rimane attivo come trio, ma di fatto sparisce dalle scene sino al comunicato ufficiale dello scioglimento del gruppo, avvenuto nel 2007. Successivamente, Yukina Kawata ha formato un nuovo gruppo, Mansaku, di cui fa parte anche Kayoko Uehara, altro ex membro delle Boystyle. Tano Asami ed Eri Murakawa, hanno invece intrapreso la carriera di attrici.

## Formazione
- Eri Murakawa (村 川 絵 梨?) nata il 4 ottobre 1987
- Tano Asami (田野 アサミ / 田野 あさ 美?) nata il 12 febbraio 1987
- Kayoko Uehara (上原 香 代 子?) nata il 30 maggio 1987
- Yukina Kawata (川田 由 起 奈?) nata il 1º gennaio 1987

## Discografia

### Singoli
- 2002 - Boys be Stylish!
- 2002 - Hapiness (ハピネス) (Sigla dell'anime Spiral: suiri no kizuna)
- 2002 - 風になって 空になって
- 2003 - Empty World
- 2003 - Promise you
- 2003 - MIRAI
- 2004 - 花咲く丘へ
- 2004 - Kokoro no Chizu (ココロのちず)(Sigla dell'anime One Piece)

### Album in studio
- 2003 - '02 Summer〜'03 Spring Collection 音

### DVD
- 2003 - '02 Summer〜'03 Spring Collection 絵